# Kári P. Højgaard
Kári Páll Højgaard (* 21. července 1951, Strendur, Faerské ostrovy) je současný předseda faerské Strany za nezávislost. Předsedou strany se stal v roce 2002, od 27. února 2001 je členem parlamentu.
Od roku 1988 byl v městské radě města Runavík. V současnosti žije ve městě Saltangará.